# Darzalas Peak
Der Darzalas Peak (englisch; bulgarisch връх Дарзалас wrach Darsalas) ist ein felsiger, größtenteils unvereister und  1300 m hoher Berg an der Nordenskjöld-Küste des Grahamlands auf der Antarktischen Halbinsel. Aus den südöstlichen Ausläufern des Detroit-Plateaus ragt er 11,28 km südwestlich des Trave Peak, 6,16 km nördlich des Mount Elliott, 7,17 km ostnordöstlich des Kavlak Peak und 29,87 km südöstlich des Mount Ader zwischen dem Bombardier- und dem Dinsmoor-Gletscher auf.
Britische Wissenschaftler kartierten ihn 1978. Die bulgarische Kommission für Antarktische Geographische Namen benannte ihn 2010 nach dem thrakischen Gott Darsalas.